# 东莉央
东莉央（日语：／ Azuma Rio，1998年7月27日—）生于和歌山市，是一名日本女子击剑运动员，主攻花剑。她的妹妹东晟良和母亲同样也是击剑选手。她也受母亲影响在小学五年级时开始练习击剑。2017年，她从家乡和歌山移居至东京，进入日本体育大学就读。2021年大学毕业后加入明治安田生命保险。